# Juanito (Fußballspieler, 1976)
Juanito (* 23. Juli 1976 in Cádiz; bürgerlich Juan Gutiérrez Moreno) ist ein ehemaliger spanischer Fußballspieler, der u. a. für Betis Sevilla und Atlético Madrid spielte, und heutiger Fußballtrainer. Als spanischer Nationalspieler wurde er 2008 Europameister. Zumeist wurde Juanito als Innenverteidiger eingesetzt.

## Karriere

### Verein
Juanito begann 2000 seine Profikarriere bei Recreativo Huelva für ein Jahr auf Leihbasis, so dass er 2001 bei Betis Sevilla richtig durchstarten konnte und dort seither Stammspieler ist. Er half entscheidend zum Gewinn des spanischen Pokals 2005 und zur Teilnahme an der Champions League 2006/07 mit. Nachdem dem Betis 2008/09 als Tabellenachtzehnter in die Segunda División absteigen musste, schloss er sich zur nächsten Saison ablösefrei Atlético Madrid an.
Im Januar 2011 wurde seinen Vertrag bei Atlético in beidseitigem Einvernehmen aufgelöst, sodass er sich wenig später Real Valladolid anschließen konnte. Er unterschrieb einen Vertrag bis zum Ende der Saison 2011/12, der in der Folge nicht verlängert wurde.

### Nationalmannschaft
Juanito debütierte am 21. August 2002 gegen Ungarn für die spanische Fußballnationalmannschaft. Er nahm mit Spanien an der EURO 2004, der WM 2006, bei der gegen Saudi-Arabien zum 1:0-Siegtor traf und der EURO 2008 teil, bei der er den Titel erringen konnte.

## Trainer
Nach Ende seiner aktiven Laufbahn war Juanito zunächst für Betis Sevilla als Co-Trainer tätig: in der Saison 2012/13 für die U19-Mannschaft und in der Saison 2013/14 für das B-Team. In der Saison 2014/15 war er für Betis im Jugendbereich tätig.
Zur Saison 2015/16 wechselte er als Trainer zu CD San Roque de Lepe, der seinerzeit in der Segunda División B, der dritthöchsten spanischen Liga, spielte. Nach einer 0:4-Niederlage gegen Linares stand der Club auf den Abstiegsrängen. Darauf wurde Juanito Anfang März 2016 vom San Roque de Lepe entlassen.
Am 8. Juli 2016 erhielt er einen Vertrag als Trainer von Atlético Sanluqueño CF. Die Mannschaft war zur neuen Saison in die Segunda División B aufgestiegen. Nachdem die Mannschaft nur sieben Punkte in dreizehn Spielen erreicht hatte, wurde er Anfang November 2016 als Trainer entlassen.
Erst im Januar 2019 erhielt er einen neuen Vertrag als Trainer. Dabei war Juanito zum ersten Mal als Trainer im Ausland tätig. Er unterschrieb für den Rest der Saison 2018/19 einen Vertrag beim belgischen Verein KSV Roeselare, der in der 2. Division spielt. Am Schluss der regulären Saison stand der Verein in der Gesamttabelle auf dem 5. Platz und musste daher an der Abstiegsrunde teilnehmen. Dort wurde der 2. Platz erreicht, so dass Roeselare in der 2. Division verblieb.
Mit Ablauf seines Vertrages verließ Moreno den Verein wieder. Seitdem ist er ohne neue Verpflichtung.

## Titel und Erfolge
- Spanischer Pokalsieger: 2005 mit Betis Sevilla
- Europameister: 2008